# Croptilon
Croptilon là một chi thực vật có hoa trong họ Cúc (Asteraceae).

## Loài
Chi Croptilon gồm các loài: